# Aeroportul Stronsay
Aeroportul Stronsay (IATA: SOY, ICAO: EGER) este un aeroport din Orkney, Scoția, Regatul Unit.
Situat la o altitudine de 12 m, aeroportul dispune de 2 piste. Este operat de Orkney Islands Council⁠(d).

## Infrastructură

### Piste
Aeroportul dispune de 2 piste. Pista 02/20 are suprafața de construction aggregate[*] și dimensiunile 515 m × 18 m. Pista 10/28 are suprafața de Iarbă și dimensiunile 331 m × 30 m. 